# Vladimír Suchánek

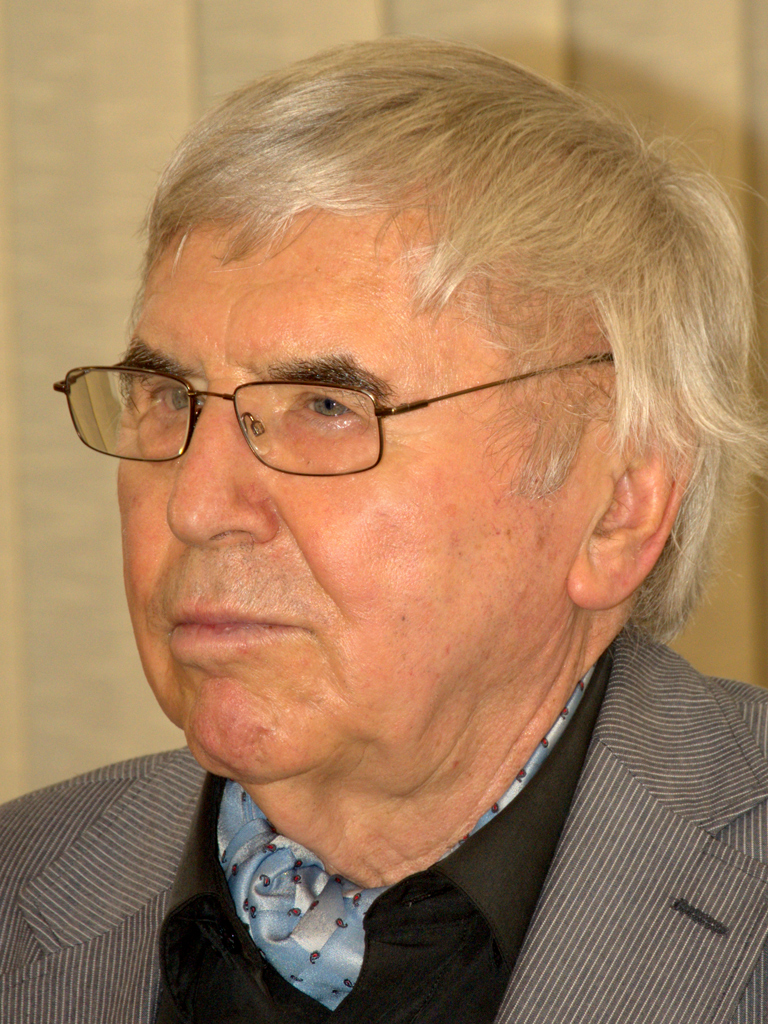
Vladimír Suchánek (2013)

Vladimír Suchánek (* 12. Februar 1933 in Nové Město nad Metují; † 25. Januar 2021) war ein tschechischer Briefmarkenkünstler. Als Graphiker schuf er zahlreiche Exlibris für in- und ausländische Exlibrissammler als Farblithographien.

## Leben
Von 1952 bis 1954 studierte er Pädagogik  an der Karls-Universität Prag und von 1954 bis 1960 Kunst und Grafik an der Akademie der Bildenden Künste Prag.
Der frühere Musiker, der mit anderen Briefmarkenkünstlern sogar eine eigene Band namens Grafièanka hatte, schuf mehrere Briefmarken für die Tschechische Republik, war aber auch der Entwerfer der Gemeinschaftsausgabe zum 1000. Todestag des heiligen Adalbert im Jahre 1997, die in Polen, Ungarn, dem Vatikanstaat und Deutschland herausgegeben wurde.
Darüber hinaus war er Vorsitzender der HOLLAR-Vereinigung der graphischen Künstler in der Tschechischen Republik.  

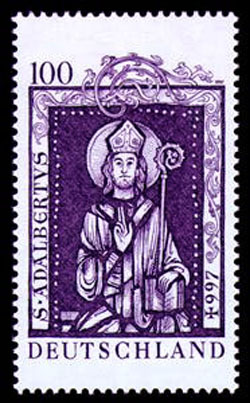
Deutsche Briefmarke von 1997

| Personendaten    | Personendaten                     |
| ---------------- | --------------------------------- |
| NAME             | Suchánek, Vladimír                |
| KURZBESCHREIBUNG | tschechischer Briefmarkenkünstler |
| GEBURTSDATUM     | 12. Februar 1933                  |
| GEBURTSORT       | Nové Město nad Metují             |
| STERBEDATUM      | 25. Januar 2021                   |